# Les Transporteurs des mers
Les Transporteurs des mers est un documentaire télévisé de Michel Audy tourné en 1996 et diffusé pour la première fois en 1998.

## Synopsis
Les Transporteurs des mers raconte les aventures, les drames de la mer et la vie quotidienne des bateaux marchands et de leurs équipages. Sans donner dans la fiction, l’approche est dramatique : gradation des événements, coups de théâtre, structure fondée sur la récurrence de certains thèmes. Au-delà de l’événement, le film tente de transmettre les sentiments qui se dégagent des marins, de leurs bateaux et de la mer.

## Lieux de tournage
Du 11 mars 1996 au 20 mars 1996
- À partir de Saint-Romuald, en face de Québec, traversée de l’estuaire et du golfe Saint-Laurent jusqu’à Sydney en Nouvelle-Écosse, aller et retour.
- Deux voyages dans les glaces à bord de deux pétroliers de 150 000 tonnes, Nandu et Chanda.

Du 10 mai 1996 au 30 mai 1996
- À partir de Port Everglades en Floride, tour de la Mer des Caraïbes, arrêt dans les îles suivantes : Saint-Martin, Antigua, Trinidad, Guadeloupe, Barbade, Martinique, Sainte-Lucie.
- Voyage à bord d’un cargo porte-conteneurs, le Vanguard.

Du 13 juillet 1996 au 21 juillet 1996
- Fleuve Saint-Laurent : plusieurs allers et retours entre Les Escoumins et le port de Montréal, les écluses de Saint-Lambert et de Côte Sainte-Catherine. Ces voyages se font à bord de plusieurs types de cargos.

Du 10 août 1996 au 28 août 1996
- À partir de Pointe-au-Pic au Québec, la traversée de l’Atlantique Nord pour se rendre à Dublin en Irlande.
- Suivi de la traversée de la Manche pour remonter la Seine, en France, jusqu’au port de Rouen. Suite de la navigation sur la Manche pour se rendre à Rotterdam aux Pays-Bas.

## Fiche technique
- Format : tourné .en Betacam SP, monté sur Betacam SP, son stéréophonique (au tournage et à la fin), sous-titré pour malentendants
- Durée : 56 minutes
- Genre : documentaire

- Réalisation : Michel Audy
- Première : TV5, le 8 janvier 1998
- Production : Les Films Michel Audy Ltée avec la participation financière de Téléfilm Canada, Sodec, Société de développement des entreprises culturelles, Crédit d’impôt du Québec et du Canada, Le Fonds de financement Rogers, TV5 Québec Canada, Canal D (TVEC)
- Distribution : Les Films Michel Audy Ltée

- Télédiffusion : TV5 International, 8 janvier 1998 et 9 janvier 1998 (acquisition pour 5 ans) Canal D, à plusieurs reprises entre 1998 et 2001
- Recherche et scénario : Pierre-Yves Pépin
- Coscénariste : Michel Audy
- Textes : Pierre-Yves Pépin, Michel Audy, Jean-Louis Longtin
- Narration : Yvon Leblanc
- Voix hors champ pour la traduction française : Stéphane Laroche
- Directeur photo et cadreur : Michel Audy
- Assistants à la caméra : Gaétan Cloutier et Jean-Guy Maurais

- Images complémentaires pour la scène de la tempête : Johnny Henriksson
- Assistants à l’éclairage : Justin Antippa et Robert Bernier
- Preneurs de son : Jean-Guy Maurais et Marc-André Jutras
- Scripte : Jean-Louis Longtin
- Directeur de production : Daniel Olivier
- Régisseur de plateau : Pierre-Yves Pépin
- Assistants de production pour tournage en hiver : Sonya Audy et Jean-François Sauvageau
- Montage : Michel Audy
- Assistant au montage : Jean-Guy Maurais
- Collaboration professionnelle pour la simulation de sinistres en mer : V.K. Thakral, Premier Maître, 	Peter Caldwell, consultant en sécurité maritime, Marine Safety Services, Jean Fontaine, cadet, Jean-Pierre Ouellet, pilote de glace, Edouardo Lubay, Premier Maître et Johnny Henriksson, Premier Maître, Rolf Bjorkman, Chef ingénieur